# Fiat Coupé
Fiat Coupé (англ. Type 175) — спортивный двухдверный автомобиль итальянского автоконцерна Fiat. Интерьер автомобиля был разработан компанией Pininfarina, кузов — дизайнером Крисом Бэнглом при Centro Stile Fiat. За производство отвечала компания Pininfarina.
Начал выпускаться в 1993 году, первоначально были доступны 4-цилиндровые версии 2,0-литрового 16-клапанного мотора. В варианте с турбиной (16vt) развивающим 190 л.с. и в атмосферном варианте (16v) - 139 л.с. Пятицилиндровый 20-клапанный двигатель, объемом 2.0 имеет 220 л.с. Fiat coupe выпускался с оцинкованным кузовом с 1995 года. Множество деталей подходит от других моделей Fiat. Проектирование салона авто было отдано известной дизайнерской фирме Pininfarina, которая также разрабатывала дизайн Ferrari. Неудивительно что некоторые владельцы авто снимают значок Fiat и вешают на его место значок Ferrari.
| Год   | Продано |
| ----- | ------- |
| 1993  | 119     |
| 1994  | 17,619  |
| 1995  | 13,732  |
| 1996  | 11,273  |
| 1997  | 12,288  |
| 1998  | 9,042   |
| 1999  | 6,332   |
| 2000  | 2,357   |
| Всего | 72,762  |

## Модификации
| Модель        | Кол-во цилиндров | Объём   | Мощность                         | Крутящий момент               | 0-100 км/ч за секунду | Макс. скорость |
| ------------- | ---------------- | ------- | -------------------------------- | ----------------------------- | --------------------- | -------------- |
| 1.8 16V       | 4                | 1747 cc | 130 PS (128 hp/96 kW) @6300 rpm  | 164 N·m (121 lb·ft) @4300 rpm | 9.2                   | 205 км/ч       |
| 2.0 16V       | 4                | 1995 cc | 139 PS (137 hp/102 kW) @6000 rpm | 180 N·m (133 lb·ft) @4500 rpm | 9.2                   | 208 км/ч       |
| 2.0 20V       | 5                | 1998 cc | 147 PS (145 hp/108 kW) @6100 rpm | 186 N·m (137 lb·ft) @4500 rpm | 8.9                   | 212 км/ч       |
| 2.0 20V       | 5                | 1998 cc | 154 PS (152 hp/113 kW) @6700 rpm | 186 N·m (137 lb·ft) @3750 rpm | 8.4                   | 215 км/ч       |
| 2.0 16V Turbo | 4                | 1995 cc | 190 PS (187 hp/140 kW) @5500 rpm | 290 N·m (214 lb·ft) @3400 rpm | 7,5                   | 225 км/ч       |
| 2.0 20V Turbo | 5                | 1998 cc | 220 PS (217 hp/162 kW) @5750 rpm | 310 N·m (229 lb·ft) @2500 rpm | 6.5                   | 250 км/ч       |